# ハイスクール歌劇団☆男組
『ハイスクール歌劇団☆男組』（ハイスクールかげきだん☆おとこぐみ）は、2012年10月6日の14:00 - 15:24（JST）に、中部日本放送（CBC）製作でTBS全国28局ネットにて放送された単発スペシャルのテレビドラマ、および舞台作品。
東海高等学校の文化祭での実際の取り組みをモチーフにしており、進学校に通いつつも夢を見つけられずになんとなく日々を過ごしている男子高校生が、青春の一発逆転をかけて宝塚歌劇団風のミュージカルに挑戦する物語である。

## キャスト
- 米原弘樹 - 大東駿介
- 早瀬まどか - 桜庭ななみ
- 森川隼人 - 若葉竜也
- 川島直弥 - 入江甚儀
- 飯田淳 - 南圭介
- 立花慶介 - 鎌苅健太
- 町田祐二 - 荒木宏文
- 三谷雅司 - 崎本大海
- 井上徹 - 内倉憲二
- 野々村迅 - 荒井敦史
- 河村亘 - タモト清嵐
- 桐生晃 - 滝口幸広
- 服部亮太 - 佐藤永典
- 葛西慎吾 - 安藤龍
- 前川邦明 - 岡崎大樹
- 戸塚豊 - 飯田のえる
- 秋野玲奈 - 高橋愛
- 清瀬夏樹 - 中別府葵
- 米原幸三 - 矢柴俊博
- 米原郁恵 - 犬山イヌコ
- 森川俊之 - 徳井優
- 杉村葵 - 紫吹淳
- 緑川華 - 高橋由美子

## スタッフ
- 演出 - 川村泰祐
- 脚本 - 江頭美智留
- 脚本協力 - 中川千英子
- プロデューサー - 岩佐芳弘・小森耕太郎(CBC)、木村元子・中西研二（ドリームプラス）
- 制作協力 - ドリームプラス
- 製作著作 - CBC

## 舞台「ハイスクール歌劇団☆男組」
ドラマ放映前の2012年9月12日から9月23日まで天王洲銀河劇場で上演された。舞台版ではドラマ版のストーリーから3か月後を描いており、3年生は引退したという設定になっている。

### キャスト
- 立花慶介 - 鎌苅健太
- 秋野玲奈 - 高橋愛
- 野々村迅 - 荒井敦史
- 清瀬夏樹 - 中別府葵
- 桐生晃 - 滝口幸広
- 服部亮太 - 佐藤永典
- 古田洋一 - 鮎川太陽
- 岡島哲也 - 廣瀬智紀
- 前川邦明 - 岡崎大樹
- 戸塚豊 - 飯田のえる
- 矢口幹夫 - 百瀬朔
- 松原英次 - 中村誠治郎
- 工藤七海：谷澤恵里香
- 早川百合：葉月あい
- 新藤美咲：護あさな
- 高梨琴音：神田麻衣
- 西島朋絵：中西悠綺
- 河村亘 - タモト清嵐
- 澤田和成 - 芦田昌太郎
- 秋野泉 - 岡千絵

### スタッフ
- 脚本 - 江頭美智留、中川千英子
- 演出 - 毛利亘宏（少年社中）
- 音楽 - 五十嵐宏治
- 振付 - 瀬川ナミ
- 舞台監督 - 小野貴巳
- 美術 - 木村文洋
- 照明 - 森下泰
- 音響 - 松山典弘
- 衣装 - 東宝舞台
- 制作 - ドリームプラス
- 企画・主催：2012「ハイスクール歌劇団☆男組」製作委員会（ドリームプラス、ぴあ、銀河劇場、CBC）

## 主題歌
- Honey L Days「たからもの」
  - ドラマ版・舞台版共通の主題歌。9月22日の舞台公演後にHoney L Daysのゲストライブを開催、当楽曲が披露された。